# Show Biz Kids
«Show Biz Kids» es una canción interpretada por la banda estadounidense de rock Steely Dan. Fue publicada como el sencillo principal de su segundo álbum de estudio, Countdown to Ecstasy (1973).

## Recepción de la crítica
Stewart Mason, escribiendo para AllMusic, declaró que la canción, “fue una elección completamente extraña para ser el primer sencillo del álbum”, mientras que Steven Hyden de Uproxx la denominó como “una obra maestra”.

## Rendimiento comercial
«Show Biz Kids» fue publicada en julio de 1973 como la canción de apertura del lado B del segundo álbum de estudio de la banda, Countdown to Ecstasy. Un mes después, la canción fue publicada como el sencillo principal del álbum, junto con «Razor Boy» como lado B, el 31 de agosto de 1973.
El sencillo alcanzó el puesto #61 en los Estados Unidos y el #75 en Canadá.

## Créditos
Créditos adaptados desde las notas de álbum.
Steely Dan
- Donald Fagen – voz principal y coros, piano
- Walter Becker – bajo eléctrico, coros, armónica
- Jim Hodder – batería, percusión, coros

Músicos adicionales
- Rick Derringer – slide guitar
- Victor Feldman – marimba, percusión
- Sherlie Matthews, Myrna Matthews, Patricia Hall, Royce Jones, James Rolleston – coros

## Posicionamiento
| Gráfica (1973)                     | Pico de posición |
| ---------------------------------- | ---------------- |
| Canadá (RPM Top Singles)           | 75               |
| Estados Unidos (Billboard Hot 100) | 61               |